# Высокоскоростной фотометр телескопа «Хаббл»
Высокоскоростной фотометр (англ. High Speed Photometer — HSP) — измерительный прибор, который был установлен на космическом телескопе «Хаббл».
Прибор был разработан астрономами, инженерами и студентами в Лаборатории астрономии (англ. Space Astronomy Laboratory) и в Космическом научно-инженерном центре (англ. Space Science and Engineering Center) Висконсинского университете в Мадисоне. Разработка шла при финансовой поддержке НАСА.
Этот фотометр был разработан для проведения фотометрических измерений быстроизменяющихся астрономических объектов в спектральном диапазоне от 1150 до 8700 Å и наблюдений линейной поляризации в диапазоне от 2100 до 7000 Å. Размеры фотометра составляли 3 × 3 × 8 футов (около 0.9 × 0.9 × 2.5 м), а вес — около 600 фунтов (около 270 кг). Он мог проводить наблюдения в ультрафиолетовом, в видимом и в инфракрасном диапазонах электромагнитного излучения, со скоростью 1 измерение за 10 микросекунд.
Прибор состоял их четырёх диссекторов: два из которых были солнечно-слепыми (то есть чувствительными к среднему и дальнему ультрафиолетовому излучению, но не к излучению Солнца), а два других - чувствительными к видимому и ближнему ультрафиолетовому излучениям. У фотометра отсутствовали подвижные части, при этом он был способен проводить измерения с помощью различных фильтров и отверстий (апертур), которые обеспечивали три поля зрения: 0,4, 1,0 и 10,8 секунды дуги. Диссекторы могли быть настроены (командами с Земли) принимать фотоэлектроны, проходящие через примерно 100 возможных комбинаций фильтр-апертура-поляризатор.
Высокоскоростной фотометр был одним из измерительных приборов, установленных на телескопе с момента запуска. Его основная задача была скомпрометирована из-за проблем с оптикой на телескопе. Во время первой миссии технического обслуживания в декабре 1993 года фотометр был заменён на систему оптической коррекции (COSTAR), которая позволила исправить имеющиеся оптические проблемы.